# Claudia Jahnel
Claudia Jahnel (* 1967 in Daressalam, Tansania) ist eine deutsche evangelische Theologin.

## Leben
Claudia Jahnel stammt aus einer bayerischen Pfarrersfamilie. Ihre Kindheit verbrachte sie in ihrer Geburtsstadt Daressalam und in Nairobi. 1986 erlangte sie das Abitur am Kaiser-Wilhelm-Gymnasium in Hannover. Von 1987 bis 1993 studierte sie Evangelische Theologie an der Augustana-Hochschule Neuendettelsau sowie an den Universitäten in Bonn, Dubuque und Tübingen. 
Nach dem Vikariat (1993–1996) an St. Sebald in Nürnberg (1996: Ordination) war Jahnel von 1996 bis 1999 Pfarrerin z. A. als Studienleiterin am theologischen Studienhaus Werner-Elert-Heim/Erlangen und in der Begleitung Theologiestudierender der Evang.-Luth. Kirche in Bayern. Nach der Promotion 2005 an der Theologischen Fakultät der Universität Erlangen-Nürnberg leitete sie von 2008 bis 2017 das theologische Bildungs- und Grundsatzreferat Mission Interkulturell am Centrum Mission EineWelt, dem Centrum für Partnerschaft, Entwicklung und Mission der ELKB in Neuendettelsau. 2015 habilitierte sie sich an der Theologischen Fakultät der Universität Erlangen-Nürnberg. Von 2017 bis 2023 war sie Professorin für Interkulturelle Theologie und Körperlichkeit an der Ruhr-Universität Bochum, seit 2023 ist sie Professorin für Mission-, Ökumene- und Religionswissenschaften an der Universität Hamburg (seit 2024: Professorin für Interkulturelle Theologie und Religionswissenschaft).
Jahnel ist verheiratet und hat zwei Kinder. Sie wohnt in Erlangen.

## Schriften (Auswahl)
- Religion lernen. Die Bedeutung von Religion in schulischer Bildung in den USA – Impulse für die Diskussion in Deutschland. Erlanger Verl. für Mission und Ökumene, Neuendettelsau 2007, ISBN 978-3-87214-353-2.
- Interkulturelle Theologie und Kulturwissenschaft. Untersucht am Beispiel afrikanischer Theologie. Verlag W. Kohlhammer, Stuttgart 2016, ISBN 978-3-17-030332-4.